# Bryan Edwards
Bryan Edwards (1er mai 1743 – 15 juillet ou 16 juillet 1800), membre du Parlement et de la Société royale de Londres.
Il habita longtemps la Jamaïque et combattit vivement, soit dans les Caraïbes, soit au Parlement, les propositions de William Wilberforce pour l'abolition de la traite des esclaves noirs.
Bryan Edwards est devenu membre de la Royal Society le 22 mai 1794.

## Œuvres de Bryan Edwards
- 1793 : Histoire des colonies anglaises dans les Indes occidentales, 1793
- 1797 : Edwards Bryan, Une Étude historique sur la colonie française de l'ile de Saint-Domingue Bnm : Incluant un bref compte rendu sur son ancien gouvernement, sa situation politique, sa population, ses productions et ses exportations, Esclavage, Haïti, Révolution : XVIIIe siècle : 1791-1804, Londres, John Stockdale, 1797 (lire en ligne). An historical survey of the French colony in the island of St. Domingo : comprehending a short account of its ancient government, political state, population, productions, and exports. Bibliothèque du Congrès
- 1801 : Edwards Bryan, Histoire civile et commerciale des Indes occidentales. (en) Hystory civil and commercial of the West-Indies : XIXe siècle, Londres, Editions, 1801. Article critique

## Sources
Cet article comprend des extraits du Dictionnaire Bouillet. Il est possible de supprimer cette indication, si le texte reflète le savoir actuel sur ce thème, si les sources sont citées, s'il satisfait aux exigences linguistiques actuelles et s'il ne contient pas de propos qui vont à l'encontre des règles de neutralité de Wikipédia.